# Bessie Love
Bessie Love (10 de setembro de 1898 – 26 de abril de 1986) foi uma atriz norte-americana que atuou na maioria das vezes em filmes mudos. Além da carreira de atriz, ela escreveu o roteiro para o filme de 1919 A Yankee Princess, que agora é um filme perdido.

## Filmografia selecionada
- The Flying Torpedo (1916)
- The Aryan (1916)
- Reggie Mixes In (1916)

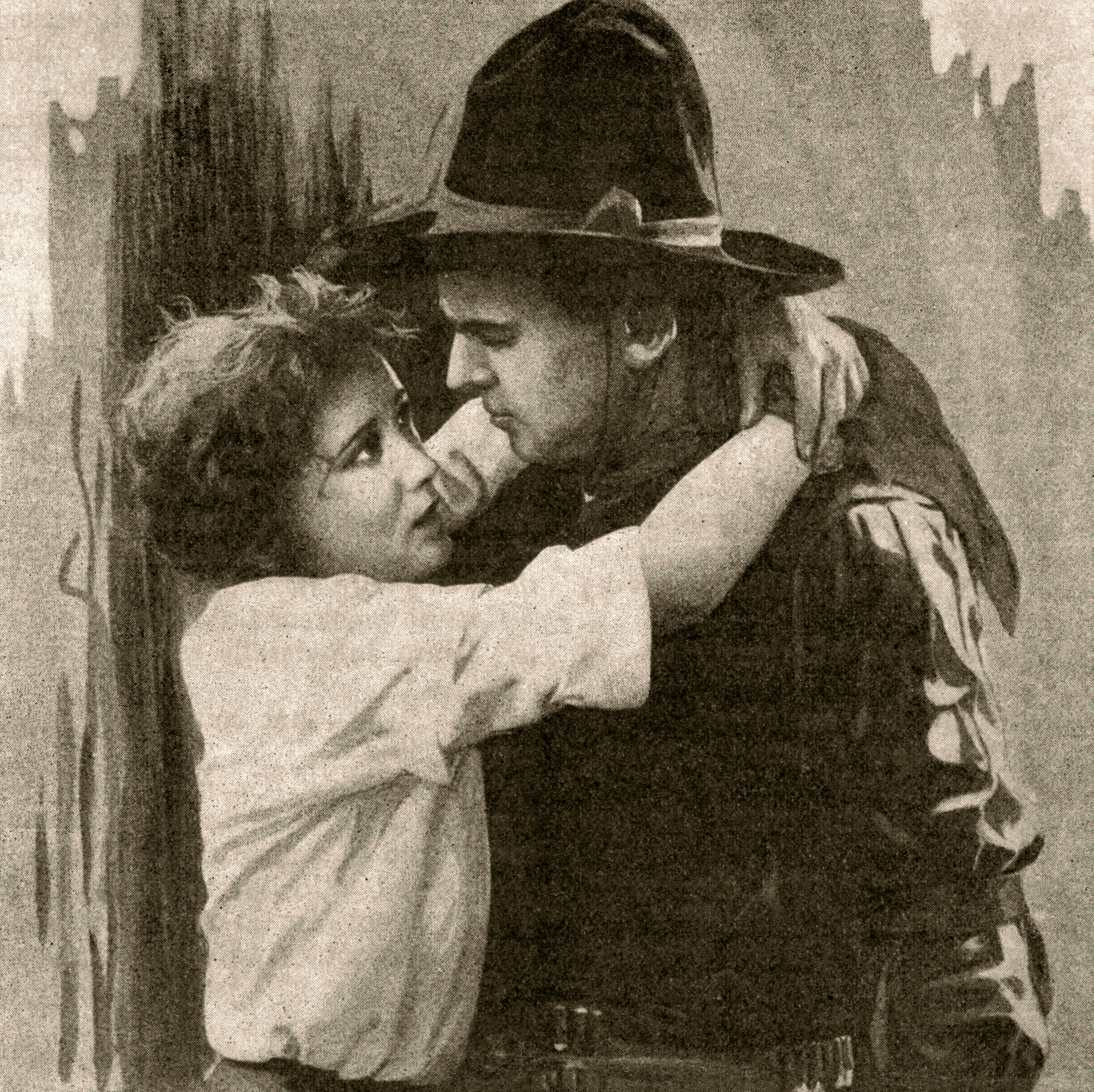
Bessie Love e Douglas Fairbanks em The Good Bad Man (1916)

- The Mystery of the Leaping Fish (1916)
- A Sister of Six (1916)
- Stranded (1916)
- Intolerância (1916)
- Nina, the Flower Girl (1917)
- Cheerful Givers (1917)
- The Dawn of Understanding (1918)
- Over the Garden Wall (1919)
- The Midlanders (1920)
- The Sea Lion (1921)
- Gentle Julia (1923)